# Pfanzelt Maschinenbau
Pfanzelt Maschinenbau ist ein Maschinenhersteller für den Land-, Forst- und Kommunalbereich aus Rettenbach am Auerberg im Allgäu.

## Geschichte
Das Unternehmen wurde 1991 von Paul Pfanzelt gegründet, der seitdem die Geschäftsleitung innehat. Die ersten Produkte Anfang der 1990er-Jahre waren einfache Getriebeseilwinden für den Dreipunkt-, Steck- und Festanbau an landwirtschaftlichen Traktoren. Eine erste Erweiterung des Unternehmens folgte 1995 mit dem Bezug neuer Produktions- und Büroflächen. Mitte der 1990er-Jahre begann Pfanzelt, Systemschlepper wie den Fendt Xylon zum Forstschlepper umzurüsten und Rückeanhänger zu fertigen. Zusätzlich dazu begann das Unternehmen Ende der 1990er-Jahre mit der Entwicklung eines Tragschleppers für den Forstbetrieb, der in Form des Felix 1998 erstmals als Studie gezeigt wurde und 2000 auf den Markt kam. Nach der Einstellung der Fertigung des Fendt Xylon brachte Pfanzelt 2004 den Pm Trac auf den Markt. Ferner wurde Pfanzelt auch im Sondermaschinenbau für Serien- und Einzelprodukte tätig.
2009 errichtete das Unternehmen neue Werkshallen für die Endmontage von Rückeanhängern und dem Forstschlepper Pm Trac. Insgesamt betrug die Werksfläche 6800 m². Bis 2010 wuchs die Belegschaft auf rund 100 Beschäftigte. 2013 übernahm Pfanzelt das für seine Forstseilwinden bekannte Forstmaschinen-Unternehmen Schlang + Reichart, dessen Marke S+R seither fortgeführt und auch mit neuen Produkten erweitert wird. Die Produktion von S+R wurde 2014 von Marktoberdorf nach Rettenbach verlegt. Auf der Veranstaltung anlässlich des 25. Firmenjubiläums 2016 zeigte Pfanzelt den Prototyp einer Rückemaschine für Nassflächen mit 22 Rädern, die nicht in Serie ging.
Im Rahmen der abgesagten KWF-Tagung 2021 begann Pfanzelt, in Zusammenarbeit mit dem Bundesforstamt Schwarzenborn eine Waldfläche naturnah aufzuforsten. Die Aufforstungsfläche wurde drei Jahre später, auf der KWF-Tagung 2024, der Öffentlichkeit gezeigt. Das Unternehmen hatte mit der Forstraupe Moritz rund 690 Douglasien und 1610 Eichen gepflanzt.
Aufgrund der geringen Abhängigkeit von Zulieferern kam das Unternehmen ohne größere Probleme durch die COVID-19-Pandemie, als internationale Lieferketten zum Teil zusammenbrachen. Ab Frühjahr 2022 investierte Pfanzelt rund 14 Millionen Euro in den Ausbau der Produktions- und Lagerkapazitäten am Stammsitz in Rettenbach am Auerberg. Dabei wurde eine zweistöckige Produktionshalle inklusive automatisiertem Hochregallager errichtet. Zusätzlich wurde 2023 mit dem Bau eines Ausstellungsgebäudes zur Präsentation der Produkte begonnen.

## Unternehmensstruktur
Das Unternehmen firmiert als PM Pfanzelt Maschinenbau GmbH und hat seinen Sitz in Rettenbach am Auerberg im Landkreis Ostallgäu. Im Geschäftsjahr 2023 beschäftigte das Unternehmen mehr als 170 Personen. Die Hallenfläche von Pfanzelt beträgt rund 20.400 Quadratmeter.
Pfanzelt produziert nach eigenen Angaben ausschließlich in Deutschland bei einem hohen Eigenfertigungsanteil, sodass es bei Produkten kaum oder keine Zulieferer gibt. Ausnahmen sind Verbrennungsmotoren und Gussteile. Auch hat Pfanzelt ein eigenes leistungsverzweigtes Getriebe entwickelt, das es für seine Fahrzeuge verwendet.
Das Unternehmen liefert seine Produkte weltweit aus und arbeitet international mit einem Netz aus Händlern zusammen.

## Fahrzeuge und Maschinen
Pfanzelt fertigt Fahrzeuge und Maschinen für den Land-, Forst- und Kommunalbereich. Dazu zählen Forstschlepper, Geräteträger, Raupenschlepper, Rückeanhänger, Forst- und Ladekräne sowie Seilwinden mit Rückeschild.

### Seilwinden
Die Getriebeseilwinden mit Rückeschild für den Dreipunkt-Kraftheber gehörten zu den ersten Produkten des Unternehmens. Getriebeseilwinden der S-line werden in den Zugkraftklassen 50 bis 72 kN gefertigt; weiters hat das Unternehmen Profi-Seilwinden mit 61 bis 102 kN im Programm. Darüber hinaus fertigt Pfanzelt auch hydraulisch angetriebene Seilwinden, die als Bergewinde ausgelegt sind.

### Forstschlepper

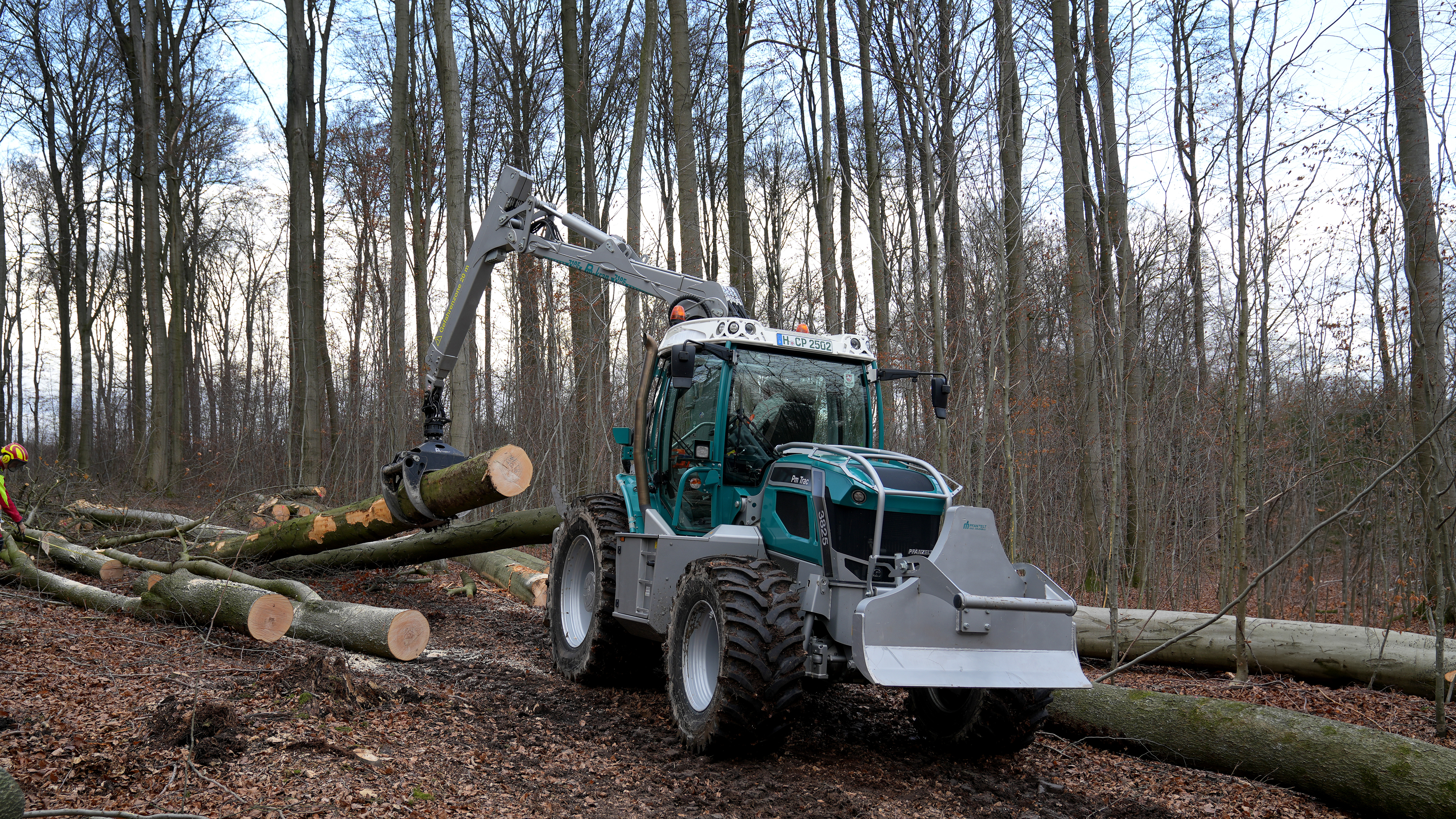
Forstschlepper Pm Trac Generation 3825 mit Rückekran 7185 und Doppeltrommelforstseilwinde

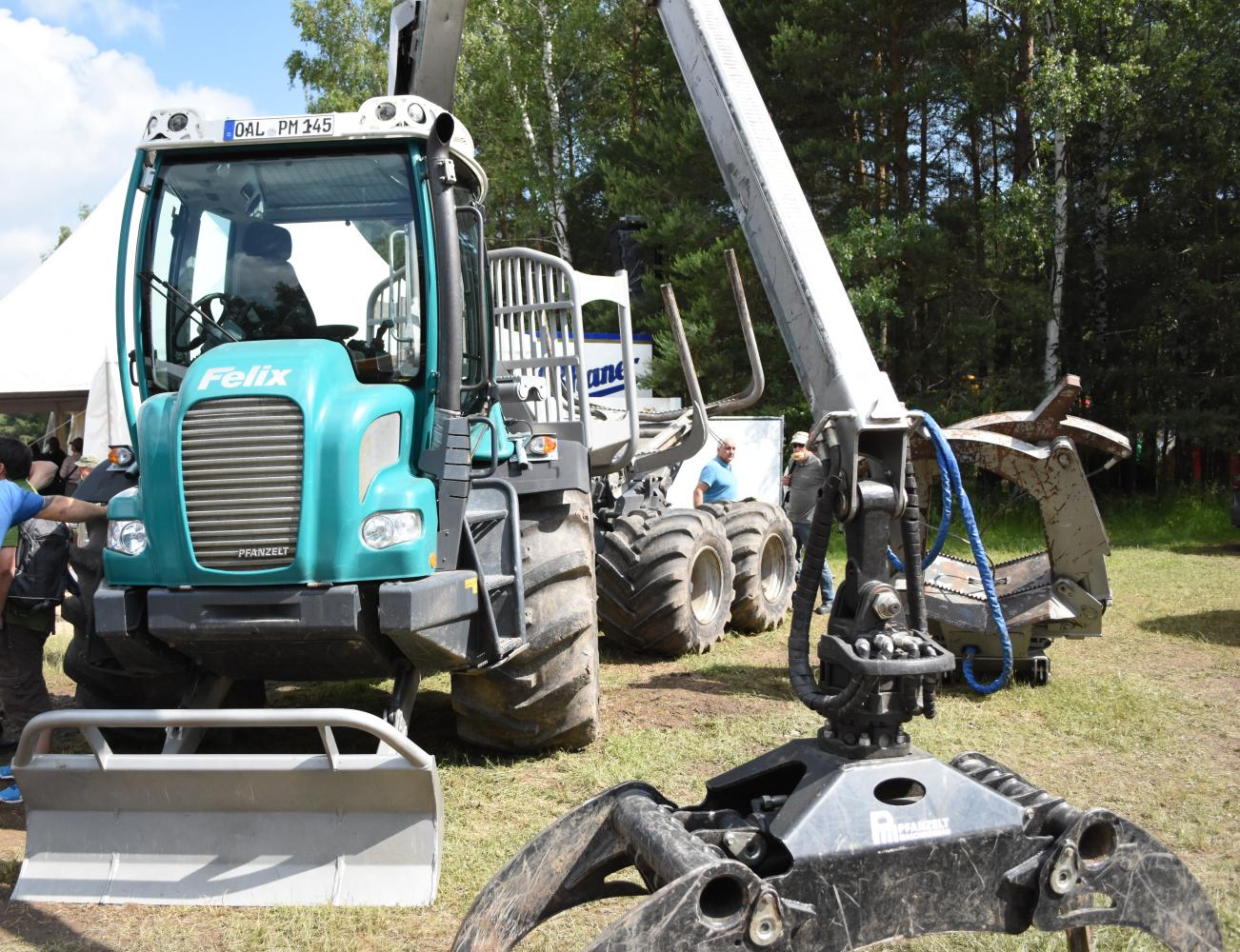
Forstschlepper Felix 214

Das Unternehmen fertigt zum einen den als Systemschlepper ausgelegten „Pm Trac“, zum anderen den Knickschlepper „Felix“, wobei letzterer als vier- oder sechsrädrige Variante angeboten wird.

#### Pm Trac
Der Pm Trac wurde 2004 auf dem ZLF in München vorgestellt und kam 2005 auf den Markt. Er zeichnet sich durch vier Anbauräume (Front- und Heckkraftheber, Heckaufbauraum sowie Frontlader) aus. Während die ersten Baureihen des Pm Trac technisch noch auf dem Steyr CVT basierten, ist der Pm Trac seit 2013 auf einem von Pfanzelt selbst entwickelten Chassis aufgebaut. Das Fahrzeug ist – anders als ein konventioneller Ackerschlepper – in Rahmenbauweise mit Raumfachwerkrahmen konstruiert und hat vorn eine schubrohrgeführte Portalachse mit hydropneumatischer Federung, während die Hinterachseinheit mit Getriebe ungefedert ist. Das als „variaDRIVE“ bezeichnete Getriebe ist ein leistungsverzweigtes, elektronisch geregeltes stufenloses Getriebe, das Fahrgeschwindigkeiten bis 50 km/h ermöglicht. Rahmen, Achsen und Getriebe werden von Pfanzelt selbst gefertigt. Angetrieben wird der Pm Trac Generation 38 von einem Sechszylinder-Turbodieselmotor der Baureihe AGCO Power 74 HD mit 7,4 Liter Hubraum und 151, 186 oder 215 kW Leistung. Ab Werk ist der Schlepper mit Seilwinde und Kran ausgerüstet. Nach Abbau der Anbaugeräte kann der Pm Trac auch wie ein normaler Ackerschlepper eingesetzt werden.

#### Felix
Der Felix wurde erstmals 1998 auf der Interforst als Studie gezeigt. Das Serienfahrzeug kam 2000 zunächst in der vierrädrigen Variante Felix TWT 120 auf den Markt; die sechsrädrige Variante Felix 180 6-WD wurde auf der Interforst 2006 erstmals vorgestellt. Mittlerweile produziert Pfanzelt den Felix in den Varianten Felix 208.5 als vierrädrigen sowie Felix 214.5 als sechsrädrigen Schlepper. Er kann z. B. als Skidder, Harvester oder Forwarder eingesetzt werden und ist dann mit entsprechenden Aufbauten wie Kran, Runge oder Klemmbank ausgerüstet. Konstruiert ist der Felix mit einem Vorderwagen-Triebkopf, der aus Vorderachse, Motor und Kabine besteht und einem mittels Knickgelenk verbundenen Hinterwagen, der auf einem Längsholm aufgebaut ist. Beim Felix in der Ausführung V ist der Längsholm teleskopierbar. Die Starrachsen des Felix haben eine Achsschenkellenkung, was zusätzlich die Wendigkeit erhöht und es ermöglicht, z. B. im Hundegang zu fahren. Anders als ein konventioneller Schlepper mit mechanischer Leistungsübertragung hat der Felix einen hydra2POWER genannten hydrostatischen Fahrantrieb mit hydraulischer Leistungsübertragung. In der Vorder- und Hinterachse sind je ein Hydraulikmotor mit 45° Schwenkwinkel eingebaut, die von je einer eigenen Hydraulikpumpe versorgt werden. Die Hydraulikpumpen, die mechanisch vom Dieselmotor angetrieben werden, sind im Vorderwagen eingebaut und über sperrbares Differenzialgetriebe verbunden. Pfanzelt baute in den ersten Baureihen des Felix Vierzylinder-Turbodieselmotoren der Zulieferer MAN und Deutz ein. In den Felix-Baureihen 208.5 und 214.5 werden Sechszylinder-Turbodieselmotoren der Baureihe Deutz TCD 6.1 mit 6,1 Liter Hubraum eingebaut, die eine Leistung von 133 bzw. 174 kW entwickeln.

### Rückeanhänger
Pfanzelt fertigt zweiachsige Rückeanhänger mit Knickdeichsel in den drei Baureihen S-line, Profi und logLINE. Das Standardmodell aus der S-line, der S8, ist ein zweiachsiger, auf einem Leiterrahmen aufgebauter 8-t-Starrdeichselanhänger mit 35-kNm-Ladekran und 3+1 Rungenpaaren. Er hat eine Ladeflächenlänge von 3710 mm, einen Ladequerschnitt von 1,79 m² und eine Masse von ca. 2200 kg. Die Profi-Anhänger von Pfanzelt sind auf einem Zentralrohrrahmen aufgebaut und allgemein für eine größere Nutzlast ausgelegt, so haben sie Ladekräne mit größerer Reichweite und Hubmoment sowie eine größer dimensionierte Druckluftbremsanlage. Die Anhänger der logLINE ähneln konstruktiv den Profi-Anhängern, sind aber allgemein größer bemessen. Die Profi- und logLINE-Anhänger können ab Werk als Triebachsanhänger mit einem powerDRIVE genannten Antrieb ausgerüstet werden. Das Unternehmen baut dafür Axialkolben-Radnabenmotoren ein, deren Hydraulikpumpen, wie der Kran, über die Zapfwelle der Zugmaschine angetrieben werden. Die Motoren sind mit 80 bzw. 126 cm³ verfügbar, arbeiten mit einem Nennvolumenstrom von 50 l/min und einem Betriebsdruck von 350 bar. Die Anhänger können damit eine Schubkraft von 23,7 bzw. 37,4 kN pro Achse entwickeln.

### GeräteträgerK Trac
Der K Trac ist ein Geräteträger mit vier Anbauräumen und wurde 2015 vorgestellt. Die aktuelle Baureihe wurde 2022 auf der IFAT München gezeigt; sie ging Ende 2023 in Serie. Ausgelegt ist das Fahrzeug für kommunale Zwecke. Der K Trac hat einen Radstand von 3330 mm und eine Länge von rund 5000 mm. Vorn und hinten hat der K Trac lenkbare Starrachsen, der Motor ist über der Vorderachse eingebaut. Anders als bei einem Ackerschlepper ist das das pneumatisch gefederte Fahrerhaus nicht im Heck, sondern in der Fahrzeugmitte angebracht. Diese Konstruktion erlaubt es, im Heckanbauraum beispielsweise einen Streuer anzubauen. Das Antriebsmoment wird beim K Trac vom Motor über das „variaDRIVE“-Getriebe, das auch im Pm Trac eingebaut ist, auf die Achsen übertragen. Es ist wie beim Pm Trac ein leistungsverzweigtes, elektronisch geregeltes stufenloses Getriebe, das Fahrgeschwindigkeiten bis 80 km/h ermöglicht. Kabine, Achsen und Getriebe werden von Pfanzelt selbst gefertigt. Angetrieben wird der K Trac von einem Sechszylinder-Turbodieselmotor der Baureihe AGCO Power 74 HD mit 7,4 Liter Hubraum und 151, 186 oder 215 kW Leistung.

### RaupenschlepperMoritz

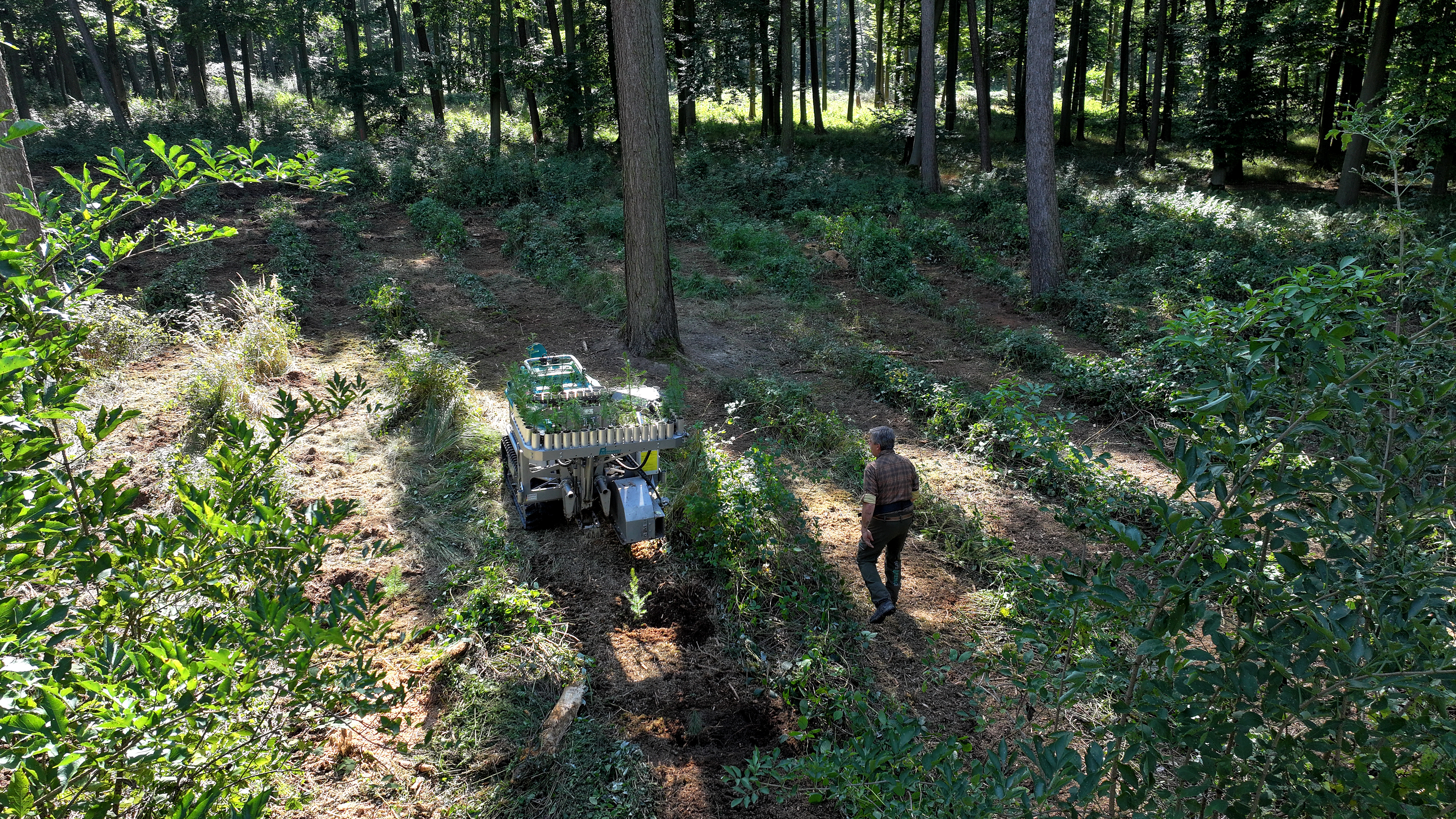
Forstraupe Moritz mit Containerpflanzmaschine Plantomat bei der Pflanzung von Douglasien für den Waldumbau einer Kiefernfläche

Der Raupenschlepper Moritz war ursprünglich als Fällraupe für die Forstwirtschaft gedacht und wurde zunächst als Moritz Fr50 auf der KWF-Tagung 2016 vorgestellt. Er misst 2200 mm in der Länge und 1100 mm in der Breite, seine Masse beträgt 1400 kg. Bedient wird der Moritz mit einer Funkfernbedienung. Aufgebaut ist das Fahrzeug auf einem Kastenrahmen mit einem hydraulisch auf bis zu 1500 mm Spurweite ausfahrbarem Gummikettenlaufwerk. Der hydrostatische Fahrantrieb ermöglicht stufenlos Fahrgeschwindigkeiten von 0 bis 8 km/h, sodass der Bediener neben dem Fahrzeug laufen kann. Die eingebaute hydraulische Seilwinde bringt eine Zugkraft von bis zu 50 kN auf. Angetrieben wird der Moritz Fr50 von einem Vierzylinder-Dieselmotor des japanischen Motorenherstellers Kubota mit einer Leistung von 26 kW. Ab 2017 wurde das Fahrzeug in die Serienproduktion übernommen.
2020 wurde die zweite Generation des Moritz mit den Modellen Fr70 und Fr75 vorgestellt. Sie ist nun nicht mehr nur als Fällraupe gedacht, sondern auch für den Einsatz als Geräteträger ausgelegt. So lassen sich z. B. Forstmulcher, Forstfräsen oder Mähwerke anbauen. Dazu wurden Antriebs-, Arbeits- und Leistungshydraulik voneinander getrennt. Über die Zapfwelle und die Leistungshydraulik mit einer Förderrate von 96 l/min und einem Arbeitsdruck von 300 bar können Arbeitsgeräte am Dreipunkt-Kraftheber angetrieben werden. Ab Werk ist eine stärkere Seilwinde mit bis zu 72 kN Zugkraft erhältlich. Die Motorleistung wurde im Vergleich zum Moritz Fr 50 auf 36 bzw. 55 kW gesteigert. Eingesetzt wird ein Vierzylinder-Dieselmotor Deutz TD 2.9 L4 mit Common-Rail-Einspritzung.